# Crowd Supply
Crowd Supply je crowdfundingová platforma založená v Oregonském Portlandu. Udává že má „více než dvakrát větší úspěšnost projektů oproti Kickstarteru a Indiegogo“, platforma se stává tvůrcům projektů partnerem a poskytuje jim mentoring na úrovní podnikatelského inkubátoru.
Platforma si získal pozitivní pozornost pro vysokou úspěšností svých produktů, což je dle některých způsobeno lepší spoluprací při řízení projektů oproti jiným crowdfundingový platformám. Stránky slouží také jako online obchod pro produkty úspěšných kampaní.
Významné projekty z platformy představuje open-source notebook Novena Andrewa Huangse.

## Schválení od Free Software Foundation
V roce 2015 bylo Crowd Supply uznáno kampaní Free JavaScript od Free Software Foundation, a bylo schváleno jako preferovaná platforma FSF pro účely crowdfoundingu.